# 羅文山
羅文山（1935年7月24日—），中華民國陸軍中將、政治人物，廣東省梅縣人，為中國抗戰名將、前聯勤總司令羅友倫上將之子，畢業於陸軍官校28期，駐外武官出身，曾任建國一百年慶祝活動籌委會委員、中華黃埔四海同心會長、國民黨黃復興黨部副主委、第三屆國大代表、退輔會欣隆公司董事長、聯勤副總司令、國防部常務次長、1991年閱兵指揮官、陸軍六軍團司令、陸軍裝甲兵學校校長、陸軍官校教育長、駐美國副武官。
在2019年因違反政治獻金法及業務侵佔罪被判處有期徒刑2年6月、褫奪公權2年、沒收犯罪所得1萬3,110元。

## 生平
羅文山畢業於中華民國陸軍軍官學校第28期裝甲兵科，曾任陸軍官校教育長、陸軍裝甲兵司令、第6軍團中將司令、第三屆國大代表、國防部常务次长等職務，後成為國民黨黃復興黨部副主委兼中華黃埔四海同心會會長。

## 爭議
2012年，監察院審查中華黃埔四海同心會的政治獻金，發現有一筆來自貿聯企業股份有限公司的新台幣70萬元捐款，因貿聯企業主要股東為賴比瑞亞商巨人投資公司，捐款來自國外，可能違反政治獻金法，便移送檢方偵辦。此筆政治獻金是羅文山為推展會務，向貿聯公司董事長執行長彭蔭剛募款而來，檢方認定羅文山對於貿聯公司股東為外商一事並不知情，裁定不起訴處分。
2016年7月29日，罗文山被指控在2008年至2012年期間，以中華黃埔四海同心會名義收受香港博士許智明近台幣千萬元的政治獻金，還將其中100萬元轉入自己帳戶，因而被台北地检署依違反《政治獻金法》及業務侵占罪起訴。罗文山称該筆款項用于支持马英九参选总统。
2019年12月3日，台北地方法院一審宣判，法官認定羅文山四度收取香港居民許智明政治獻金並存入私帳，確實違反政治獻金法中不得接受香港居民捐贈政治獻金規定；另羅男將新台幣101萬餘元轉匯給妻子的私人帳戶，也涉業務侵占罪，依法判處有期徒刑2年6月，褫奪公權2年，犯罪所得1萬3,110元被沒收。。